# Order „Za zasługi dla Ojczyzny”
Order „Za zasługi dla Ojczyzny” (ros. Орден «За заслуги перед Отечеством») – wysoki rosyjski order ustanowiony 2 marca 1994 przez prezydenta Borysa Jelcyna. Do wznowienia Orderu św. Andrzeja w 1998 był najwyższym odznaczeniem Federacji Rosyjskiej.

## Historia
Prezydent Borys Jelcyn nie mógł restytuować carskiego Orderu św. Aleksandra Newskiego, gdyż nadal istniał ustanowiony przez Józefa Stalina w czasie II wojny światowej, ceniony przez kombatantów radziecki Order Aleksandra Newskiego, ani Orderu Świętego Włodzimierza, gdyż odnowił go już w 1957 Synod Rosyjskiej Cerkwi Prawosławnej. Znaleziono więc kompromis – wprowadzono pod wieloma względami podobny z tymi dwoma carskimi odznaczeniami nowy Order „Za zasługi dla Ojczyzny”.
Order posiada cztery klasy (степени):
- Klasa I – noszona przez prawe ramię na wielkiej wstędze o szer. 100 mm, dodatkowo gwiazda orderowa (szer. 82 mm);
- Klasa II – noszona na szyi na wstędze o szer. 45 mm, dodatkowo gwiazda orderowa (szer. 72 mm);
- Klasa III – noszona na szyi na wstążce o szer. 32 mm;
- Klasa IV – noszona na lewej piersi na wstążce o szer. 24 mm.

Dodatkowo nadawane są dwa powiązane z orderem Medale Orderu „Za zasługi dla Ojczyzny” (Złoty i Srebrny), jako wyróżnienie za zasługi cywilne i wojskowe.
Istnieje także Wielki Łańcuch Orderu „Za zasługi dla Ojczyzny”, przysługujący tylko prezydentowi Federacji Rosyjskiej.
Order nadawany jest za wybitne zasługi dla Federacji Rosyjskiej lub na polu stosunków międzynarodowych; posiada odmianę wojenną (z mieczami).

## Insygnia
Order „Za zasługi dla Ojczyzny” przypomina szczególnie dawny, jednoklasowy Order św. Aleksandra Newskiego, który mógł być nadawany również niechrześcijanom: emaliowany na czerwono krzyż jest identyczny z krzyżem orderu aleksandrowskiego, ale nosi na sobie złotego dwugłowego orła rosyjskiego (w odmianie wojennej, krzyż jest zaczepiony do zawieszki w kształcie skrzyżowanych mieczy).
Również w medalionie gwiazdy I i II Klasy (order posiada ich cztery) występuje orzeł rosyjski, otoczony przejętą z carskiego Orderu św. Włodzimierza dewizą ПOЛЬЗA ЧECТЬ И CЛAВA.
Łańcuch składa się na przemian ze złotych orłów rosyjskich z tarczą św. Jerzego na piersi i okrągłych medalionów z podobizną awersu krzyża, otoczoną dewizą orderu.
Order Zasługi noszony jest na ciemnoczerwonej wstędze dawnego odznaczenia carskiego.
| Baretki Orderu „Za zasługi dla Ojczyzny” | Baretki Orderu „Za zasługi dla Ojczyzny” | Baretki Orderu „Za zasługi dla Ojczyzny” | Baretki Orderu „Za zasługi dla Ojczyzny” | Baretki Orderu „Za zasługi dla Ojczyzny” |
| ---------------------------------------- | ---------------------------------------- | ---------------------------------------- | ---------------------------------------- | ---------------------------------------- |
| I Klasa (szer. 45 mm)                    | II Klasa (szer. 32 mm)                   | III Klasa (szer. 32 mm)                  | IV Klasa (szer. 24 mm)                   |                                          |

| III Klasa z mieczami (szer. 32 mm) | IV Klasa z mieczami (szer. 24 mm) |